# Xã Washington, Quận Harrison, Ohio
Xã Washington (tiếng Anh: Washington Township) là một xã thuộc quận Harrison, tiểu bang Ohio, Hoa Kỳ. Năm 2010, dân số của xã này là 638 người.